# Français classique
Le français classique est une variété historique du français standard employé entre la Renaissance et le XVIIIe siècle. Au contraire de l'ancien français et du moyen français, il est facilement compréhensible pour les locuteurs contemporains, mais conserve néanmoins des particularités notables de vocabulaire et de syntaxe, notamment dans la construction prépositionnelle des verbes : le verbe commencer ne pouvait ainsi être suivi de la préposition par avant 1601[réf. souhaitée] ; ce n'est qu'à partir de cette date qu'apparaissent des constructions telles que commencer par le début, commencer par ici.
Les bornes chronologiques de cette forme classique demeurent imprécises, comme il en va généralement des segmentations de langues en périodes distinctes (ancien français, haut allemand, vieux saxon etc.). Cependant, une caractéristique essentielle du français écrit de cette époque est son rôle dans la codification de la langue à travers des règles précises. C'est en effet à partir de cette forme linguistique que les grands rhétoriqueurs de la Renaissance et leurs successeurs, au premier rang desquels Malherbe et Boileau, codifient la grammaire. La normalisation de la langue vise avant tout à lui donner du crédit en égalant la structure formelle des langues anciennes, dans un contexte d'intense rayonnement culturel du français depuis le Moyen Âge. Claire et structurée, elle répond aussi aux exigences du classicisme et tend alors à devenir une langue prépondérante à l'échelle de l'Europe. Elle permet en outre d'unifier l'action de l'État central naissant par l'expression, et devient par la suite la langue d'enseignement privilégiée jusqu'à nos jours.